# Ириней (Несторович)
Архиепископ Ириней (в миру Иван Гаврилович Несторович или Нестерович; 25 января 1783, селе Старые Дмитрушки, Уманский уезд, Киевская губерния — 18 мая 1864) — епископ Русской православной церкви, архиепископ Иркутский, Нерчинский и Якутский.

## Биография
Родился 25 января 1783 года в селе Старые Дмитрушки Уманского уезда в семье священника.
В 1805 году окончил курс Киевской духовной академии и оставлен в ней учителем.
В 1810 году командирован в Яссы учителем в Главное Молдовлахийское духовное училище.
В 1812 году перемещён в Кишинёв.
11 ноября 1813 года пострижен в монашество, рукоположен во иеромонаха.
С 25 мая 1817 года — архимандрит Курковского Рождество-Богородицкого монастыря в Бессарабии.
С 1820 года — ректор Кишинёвской духовной семинарии и член консистории.
В 1824 году вызван в Санкт-Петербург на чреду служения и проповеди. Законоучитель Первого кадетского корпуса.
31 января 1826 года хиротонисан во епископа Пензенского и Саратовского. 3 ноября 1828 года переименован Пензенским и Саранским.
26 июля 1830 года переведён в Иркутск с возведением в сан архиепископа Иркутского, Нерчинского и Якутского.
28 июня 1831 года указом Святейшего Синода удалён от управления епархией и послан в Вологодский Спасо-Прилуцкий монастырь.
В 1837—1840 годах определением Святейшего Синода принимал присылаемых ему раскольников для увещания.

С 1838 года разрешено священнослужение, дозволен выезд из монастыря, назначена пенсия. 

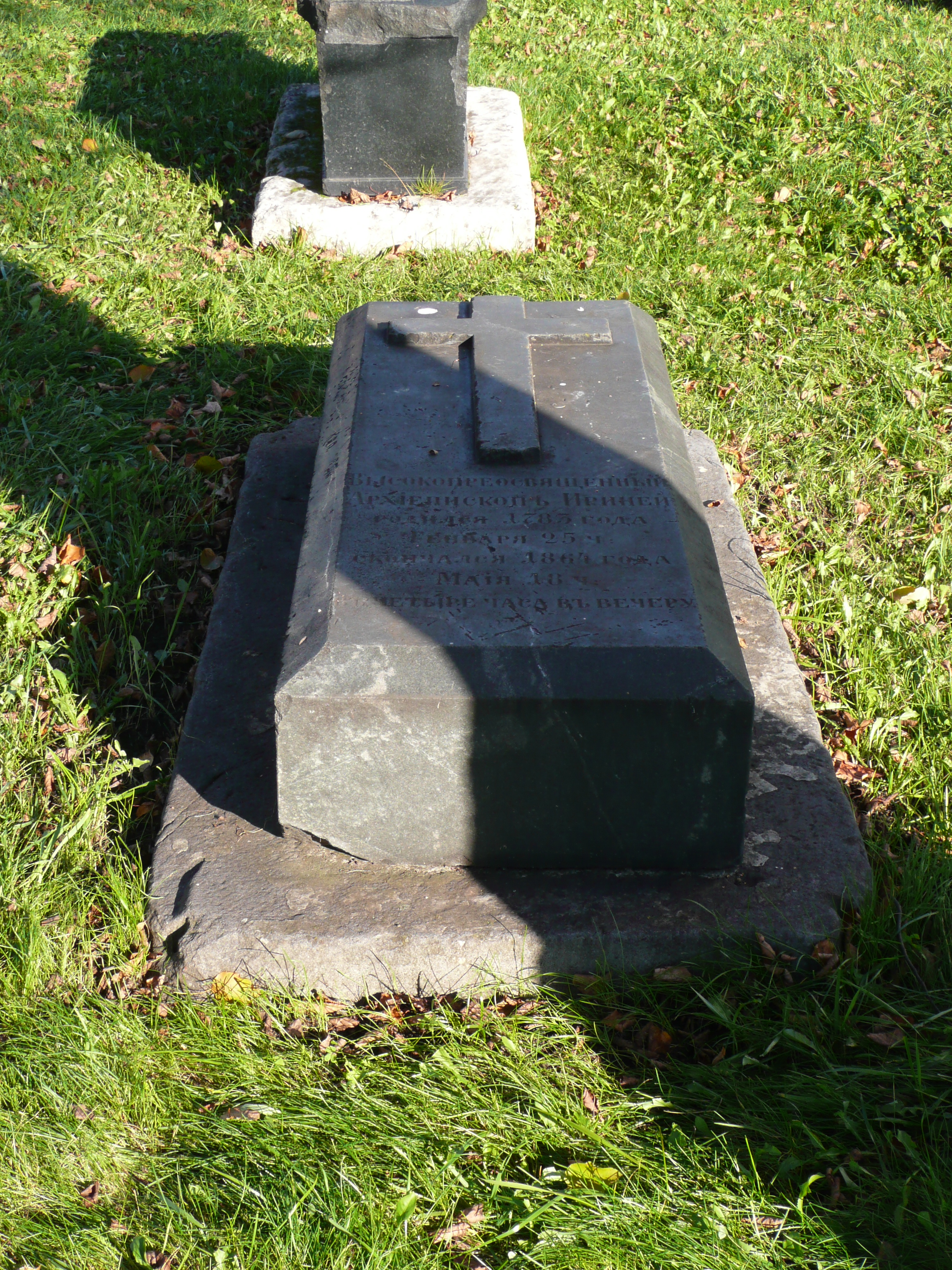
Нагробный камень

17 апреля 1848 года получил в управление Толгский монастырь Ярославской епархии.
Архиепископ Ириней — горячий сторонник независимости Церкви от гражданской власти, но борьба с представителями этой власти окончилась не в его пользу. За сухими строками его короткого послужного списка кроется трагедия человеческой души, человека ревностного и горячего, пытавшегося за славу и авторитет Церкви повести борьбу сразу на два фронта: против власть имущих, злоупотреблявших своим положением, и против распущенности подчиненного ему духовенства — и смятого в этой борьбе.
Скончался 18 мая 1864 года. Погребён в выкопанной им самим могиле около Спасской церкви в Толгском монастыре.

## Сочинения
- Инструкция миссионеру среди бурят.
- О происхождении двуперстного, троеперстного и имясловного крестного сложения.
- Письма к Иннокентию Херсонскому // Барсов Н. И. Материалы для биографии Иннокентия. См. также: Киевские и Вологодские епархиальные ведомости. — 1861.
- Статьи и проповеди // Ярославские епархиальные ведомости. — 1869, № 29—52. Пензенские епархиальные ведомости. — 1869, № 20—23; 1870, № 2. Русская старина. — СПб., 1872. — Т. 5; 1878. — Т. 23; 1879. — Т. 24.